# Furnarius minor
El hornero chico (en Colombia) (Furnarius minor), también denominado hornero menor (en Ecuador y Perú) u hornero pequeño, es una especie de ave paseriforme perteneciente al género Furnarius de la familia Furnariidae. Es nativo de la región amazónica en América del Sur.

## Distribución y hábitat
Se distribuye por el río Amazonas y alcanza los mayores afluentes del sureste de Colombia, este de Ecuador (río Napo) y noreste del Perú (al sur hasta el bajo río Huallaga) hacia el este hasta el centro norte de Brasil (desembocadura del río Tapajós); se extiende bien arriba del río Madeira, alcanzando como mínimo la desembocadura del río Ji-Paraná (Rondônia).
Esta especie es considerada poco común en su hábitat natural, el suelo o cerca, de bosques bajos y matorrales ribereños jóvenes hasta los 300 m de altitud.

## Descripción
Mide entre 12 y 13 cm de longitud y pesas entre 23 y 29 g. Es un hornero pequeño y apagado, de piernas grises. Por arriba es rufo apagado con la corona pardo grisácea y lista superciliar blanquecina. La garganta es blanca, por abajo es pardo amarillento.

## Comportamiento
Camina por el suelo, generalmente bajo cobertura aunque algunas veces emerge al borde. Se restringe a la vegetación que ha brotado recientemente en bancos de arena (por ej. Tessaria). De hecho no es registrado lejos de islotas costeras ribereñas de formación joven.

### Vocalización
Su canto es una serie rápida y descendiente de notas estridentes «kii» altamente acompasadas (si comparadas a otros horneros).

## Sistemática

### Descripción original
La especie F. minor fue descrita por primera vez por el ornitólogo austríaco August von Pelzeln en 1858 bajo el nombre científico Furnarius opetiorhynchus minor; su localidad tipo es «Río Madeira, abajo de la boca del Río Mahissy (= Igarapé Maici), Rondônia, Brasil».

### Etimología
El nombre genérico masculino «Furnarius» deriva del latín «furnarius»: panadero, o «furnus»: horno; en referencia al distintivo nido de las especies del género; y el nombre de la especie «minor», proviene del latín: menor, pequeño.

### Taxonomía
El patrón de plumaje y la distribución geográfica sugieren un parentesco próximo con Furnarius leucopus, F. cinnamomeus y F. longirostris. Es monotípica.